# Margareta Nordström
Margareta Nordström, född 1 augusti 1907 i Norrköping, död 18 april 1986 i Enskede, Stockholm, var en svensk byrådirektör och riksdagsledamot (folkpartist).
Margareta Nordström verkade inom Socialstyrelsen åren 1944–1970, från 1965 som byrådirektör. 
Hon var riksdagsledamot i första kammaren för Stockholms stads valkrets åren 1960–1963 och var från 1961 ledamot i andra lagutskottet. I riksdagen verkade hon främst i socialpolitiska frågor, bland annat om barna- och mödravård samt alkoholfrågor. Hon var även ordförande i Folkpartiets kvinnoförbund 1964–1967. 
Nordström är begravd på Södra Vi kyrkogård.